# ارژنگ (پور زره)
ارژنگ (پورزره) در شاهنامه از پهلوانان نامی توران و نام پدرش زره است که در جنگ دوم طوس با سپاه افراسیاب به دست طوس کشته شد.